# Оріхівська справа
Оріхівська справа — карально-репресивна акція проти керівного складу районного партійного комітету, райвиконкому та працівників господарських установ Оріхівського району Дніпропетровської області (зараз входить до Запорізької області), застосована надзвичайною хлібозаготівельною комісією в Україні, яку очолював В'ячеслав Молотов.
На початку грудня 1932 Молотов першим звернув увагу членів політбюро ЦК КП(б)У на «саботаж» районного керівництва: «В Оріхівському районі щось неладне, засіли люди, чужі соціалізму, чужі нашій політиці». Політбюро ЦК КП(б)У не вжило тоді рішучих заходів. В. Молотов доповів Й. Сталіну, котрий надіслав до всіх парторганізацій циркуляр, в якому вимагав «негайно заарештувати і нагородити їх по заслугах, тобто дати їм від 5 до 10 років тюремного ув'язнення кожному». 12 грудня 1932 обласний прокурор видав постанову про притягнення до кримінальної відповідальності, арешт і завершення слідства протягом 5-ти днів у справі 14-ти відповідальних працівників Оріхівського району, що «чинили злісний саботаж хлібозаготівлі»: М. Паламарчука (голови райвиконкому, члена ВУЦВК), В. Головіна (секретаря районного партійного комітету), Ф. Ордельяна (голови контрольної комісії робітничо-селянської інспекції), Ф. В'ялиха (заступника голови райвиконкому), І. Луценка (завідувача райземуправління), І. Пригоди (голови райколгоспспілки), Г. Медведя (директора МТС), С. Буряківського (завідувача райзаготзерна), Є. Скичка (завідувача організаційного відділу районного партійного комітету), І. Деєва (голови Ново-Карпівської сільради), І. Аністрата (старшого агронома району), І. Дем'яненка (агронома МТС), А. Гришка (секретаря Юр'ївського партосередку), А. Мохнорила (дільничого агронома МТС). Їх звинуватили в «організованому саботажі» хлібозаготівель, що «прагнули зменшити та приховати справжню врожайність».
Після завершення в Дніпропетровську форсованого слідства заарештовані були відправлені до райцентру — в місто Оріхів. Там, в міському кінотеатрі, 25-28 грудня 1932 р. відбувся суд над «оріхівськими зрадниками». 16 підсудних звинувачувались за статтею 54-14 Кримінального кодексу УРСР — контрреволюційний саботаж хлібозаготівель. Під час слухання справи ніхто з підсудних не визнав себе винуватим у саботажі.
У газетах з'явилися статті про суд «над оріхівськими зрадниками». Старшого агронома району І. Аністрата було засуджено до розстрілу (цей вирок пізніше було скасовано), а інших — до різних строків ув'язнення (від 3 до 10 років) з відбуванням в «таборах окремого призначення в віддалених місцевостях Союзу». М. Паламарчука, В. Головіна, Ф. Ордельяна, І. Пригоду засудили до 10 років «таборів окремого призначення в далеких місцевостях Союзу», а решту «ворогів з партквитками», у тому числі І. Андрюшенка (редактора районної газети «Ленінським шляхом»), Д. Бутовицького (голову Єгоріївської сільради), — на термін від 3 до 8 років таборів з конфіскацією майна. З-під варти було звільнено лише двох підсудних — агронома І. М. Дем'яненка і жінорга райкому — М. В. Базилевич. Як вдалося з'ясувати співробітникам Оріхівського районного краєзнавчого музею, в сталінських концтаборах вижили лише деякі з тих, що проходили по «Оріхівській хлібній справі».
Документи свідчать, що насправді саботажу не було. 1932 рік в Оріхівському районі був неврожайним. Озимі вимерзли. Ярові виросли високі, та коли наливався колос, подули суховії, і зерно залишилося в зав'язі. В результаті під час обмолоту з гектару отримували лише по 3-4 центнери неповноцінного зерна. Крім посухи, в Оріхівському районі іншим стихійним лихом були хлібний жук і гесенська муха або гесенка (Mayetiola destruetor), які пошкодили значні площі зернових. Незважаючи на це, хлібозаготівельний план для Оріхівського району був встановлений у розмірі 21 440 т. Керівники району розуміли, що план був нереальний для виконання. Весь валовий збір зерна в районі в 1932 р. становив лише 27 500 т. Із цієї кількості, вважало керівництво району, можна було здати державі не більше 4-5 т. Тому секретар районного партійного комітету Головін і голова райвиконкому Паламарчук відправилися в Дніпропетровськ, щоб розповісти про неможливість виконання такого плану і попросити його зменшити. Коли в обкомі довідалися, за чим вони приїхали, то ніхто їх не прийняв; їм було запропоновано повернутися в район і виконувати план за будь-яких умов. Після цього бюро райкому план прийняло і приступило до його виконання. Головін, Паламарчук, Луценко і інші неодноразово проводили наради з керівництвом колгоспів і уповноваженими, їздили до колгоспів, перевіряли токи, клуні, примушували переобмолочувати по два рази полову. Крім того, що вивозили весь хліб із колективних господарств, були організовані комісії по «мобілізації зерна із особистих запасів селян». В результаті з району вивезли майже весь хліб. Керівництво Оріхівського району зробило все можливе для виконання плану, але виконало його лише на 35% (за іншими даними — на 50%) через те, що план справді був нереальний.
Оріхівська справа була використана для форсування державних хлібозаготівель в Україні. Подібні показові карально-репресивні заходи були застосовані до партійно-радянських та господарських установ кожної з областей УСРР, а також у кожному районі. За листопад — початок грудня 1932 органи Державного політичного управління УСРР заарештували 1830 працівників колгоспів, у тому числі 340 голів та 750 членів правлінь.